# 扬·基希霍夫
扬·基希霍夫（德語：Jan Kirchhoff，1990年10月1日—）是一位德国足球运动员，司职中后卫，以其出色的身体素质和出众的意识而著称。2018年2月自由轉會至德国足球丙级联赛烏丁根。

## 俱乐部生涯

### 美因茨05
基希霍夫于1999年在法兰克福踢球者（SpVgg Kickers 16 Frankfurt）开始其足球生涯，不久便转投法兰克福的儿童组。他在最初得到赏识，成为球队的队长，却在晋身俱乐部的少年组后迟迟无法更上一级。最终他在17岁时选择了转会美因茨05，在那里迅速取得突破性的进步，并从中场位置改踢后卫。
2008年11月2日，由于队内多名球员受到伤病缺阵，时任德乙美因茨05主教练的约恩·安德森在第11轮时首次将仍处于19岁以下青年队的基希霍夫征召至一线队，并在客场2比0战胜红白艾伦的比赛中首发出场且打满90分钟。基希霍夫在一线队的第二次出场是在2010年12月4日的德甲联赛第15轮，这也是他在德甲的首次亮相。然而在这场客场对阵法兰克福的比赛中，他因在第84分钟在禁区内手球而被判点球，并由对方前锋塞奥法尼斯·耶卡斯一蹴而就，致使球队遗憾的以1比2告负。
2012年底，基希霍夫宣布他希望在与美因茨05的合同到期后离开球队。

### 拜仁慕尼黑
2013年1月10日，基希霍夫与德甲豪门拜仁慕尼黑签订了一份为期3年的合同，直至2016年6月30日届满，他在新东家仍选择为美因茨05效力时使用的15号球衣号码。基尔霍夫代表拜仁的首次登场亮相是在2013年6月29日的热身赛中，最终球队以15比1的大比分战胜球迷联队。

### 史浩克04
2013年12月27日，基希霍夫租借加盟德甲球队史浩克04，租期为一年半，直到2015年6月30日。

### 桑德兰
2016年1月7日，英超球队桑德兰足球俱乐部宣布，25岁的德国后卫基希霍夫从拜仁慕尼黑足球俱乐部转会加盟桑德兰，与俱乐部签下一份为期18个月的合同，成为黑猫2016冬季转会第一签。

## 国家队生涯
2007年11月13日，基希霍夫于魏斯迈因首次代表德国18岁以下国家足球队（德国U-18）上阵，在以4比0战胜爱尔兰U-18的比赛中他于第72分钟替补马里奥·埃尔布出场。基希霍夫为德国U-18出战的第二场比赛则是同年11月15日于哈斯富尔特，对手同样是爱尔兰U-18，但这次德国却以2比3失利，他也在第9分钟射入一记糟糕的乌龙球。
2008年9月7日，基希霍夫首次入选德国19岁以下国家足球队（德国U-19），帮助球队在瓦恩斯多夫以5比0战胜捷克U-19。2008年10月18日，基希霍夫又随队在萨尔姆塔尔以5比0战胜立陶宛U-19，他在第55分钟射入了个人首个国际比赛入球。
德国21岁以下国家足球队（德国U-21）在2013年欧洲U-21足球锦标赛外围赛中首次召入基希霍夫，并于2009年9月3日首次登场亮相。在姆拉達-博萊斯拉夫以1比1战平捷克U-21的比赛中，基希霍夫在第72分钟射入了扳平比分的一球。